# Deià...Vu
Deià…Vu je jedenácté sólové studiové album anglického hudebníka Kevina Ayerse. Vydáno bylo roku 1984 hudebním vydavatelstvím Blau. Nahráno bylo již v prosinci 1980 ve studiu Maller Studios ve městě Palma de Mallorca. Ayers mezi nahráním a vydáním této nahrávky vydal album Diamond Jack and the Queen of Pain, na kterém také vyšlo několik nově nahraných písní z této desky. Název alba odkazuje k vesnici Deià.

## Seznam skladeb
| Pořadí | Název                                           | Autor       | Délka |
| ------ | ----------------------------------------------- | ----------- | ----- |
| 1.     | Champagne and Valium                            | Kevin Ayers | 5:18  |
| 2.     | Thank God for a Sense of Humor                  | Ayers       | 3:52  |
| 3.     | Take It Easy                                    | Ayers       | 2:59  |
| 4.     | Stop Playing with My Heart (You Are a Big Girl) | Ayers       | 3:33  |
| 5.     | My Speeding Heart                               | Ayers       | 2:59  |
| 6.     | Lay Lady Lay                                    | Bob Dylan   | 5:00  |
| 7.     | Stop Playing with My Heart II                   | Ayers       | 2:47  |
| 8.     | Be Aware of the Dog                             | Ayers       | 4:49  |

## Obsazení
- Kevin Ayers – zpěv, kytara
- Ollie Halsall – baskytara, kytara
- Joan Bibiloni – kytara
- Daniel Lagarde – baskytara
- Quique Villafania – bicí
- Miguel Figuerola – bicí
- Zanna Gregmar – klávesy, doprovodné vokály
- Jorge Pardo – saxofon
- Linda Novit – doprovodné vokály